# CC-Klasse
Die CC-Klasse war eine geplante Klasse von Kleinst-U-Booten, die von der italienischen Marine 1942 gefordert und Anfang 1943 in Zusammenarbeit mit den Caproni-Werken Taliedo in Mailand konzipiert wurde. Hintergrund war die Forderung der italienischen Marineführung nach einem 100 t schweren Kleinst-U-Boot, das in Großserie gefertigt werden sollte. Ein gleicher Auftrag erging auch an die Werft Cantieri Riuniti dell’Adriatico (CRDA) in Monfalcone, deren Konzept die Typbezeichnung CM erhielt.

## Entwicklungsgeschichte
Die von den Caproni-Werken entwickelten Prototypen besaßen als Primärbewaffnung drei 45-cm-Standardtorpedos, die buglastig abgeschossen werden sollten. Diese Boote besaßen Tauch-, Regel- und Trimmzellen und waren für acht Mann Besatzung, von denen zwei Offiziere waren, ausgelegt. Dies sollte eine ununterbrochene Rotation der Besatzungsmitglieder ermöglichen, um längere Einsatzzeiten zu gewährleisten.
Mit dem Bau der drei Boote CC 1, CC 2 und CC 3 (CC stand für Costiero Caproni) wurde im Sommer 1943 begonnen. Im September 1943 wurde der Bau im Zuge des Waffenstillstandes von Cassibile zunächst eingestellt. Unter der neuen faschistischen Regierung wurde der Bau wieder aufgenommen und im Dezember 1944 endgültig abgebrochen. Zum Zeitpunkt des Abbruches waren die Boote zwischen 60 % und 38 % fertiggestellt.